# Абакаров, Хизри Магомедович
Хизри́ Магоме́дович Абака́ров (род. 28 июня 1960, Южно-Сухокумск, Республика Дагестан) — российский государственный и общественный деятель, предприниматель. Депутат Государственной Думы Федерального собрания Российской Федерации VIII созыва от партии «Единая Россия» с 19 сентября 2021 года.
Глава администрации города Дербента Республики Дагестан (с 16 октября 2018 года по 10 ноября 2020 года). Государственный секретарь Республики Дагестан (с 10 ноября 2020 года по 23 сентября 2021 года).
Из-за поддержки российско-украинской войны — под санкциями 27 стран ЕС, Великобритании, США, Канады, Швейцарии, Австралии, Японии, Украины, Новой Зеландии.

## Биография

### Ранние годы
Хизри Абакаров родился 28 июня 1960 года в городе Южно-Сухокумске, однако происходит из села Салта Гунибского района Дагестана. По национальности аварец. В 1969 году начал обучение в школе-интернате № 1 города Дербента. В 1978 году окончил школу-интернат № 4 Махачкалы. С 1978 по 1983 год обучался в Дагестанском политехническом институте (ныне — Дагестанский государственный технический университет), получив специальность «инженер-механик».
После окончания вуза по распределению отправился в Борисоглебский приборостроительный завод, где стал работать инженером-конструктором. Затем, с 1983 по 1985 год, служил в Советской армии. После службы до 1987 года работал слесарем-наладчиком по зарубежной технике, главным механиком МТС и тренером-преподавателем в Новом Уренгое.
С 1987 по 1993 год был президентом Новоуренгойской федерации восточных единоборств. Затем Абакаров занялся предпринимательской деятельностью.

### Бизнес-карьера
В 1999 году Хизри Абакаров стал помощником Сулеймана Керимова, на тот момент — депутата Государственной думы от ЛДПР (в III и IV созывах). После избрания Керимова в 2007 году представителем от Дагестана в Совете Федерации Абакаров продолжил работу уже в качестве помощника сенатора.
Хизри Абакаров на протяжении долгого периода осуществлял контроль социальных и меценатских программ Сулеймана Керимова — как депутата и сенатора, так и бизнесмена. Среди проектов, курировавшихся Абакаровым, были реконструкция школы № 18 в Дербенте, строительство завода «Полимер», создание сети гостиниц «Люксор», открытие Каспийский завода листового стекла. Наибольшую известность среди проектов, курировавшихся Абакаровым, получила реконструкция стадиона «Хазар» в Каспийске в спортивно-развлекательный комплекс «Анжи-Арена». Абакаров признался журналистам, что до официального открытия «Анжи-Арены» в 2013 году, он ни разу не был на футболе. Сразу же после окончания строительства Сулейман Керимов передал «Анжи-Арену» в управление Абакарову. Также Абакаров — собственник бизнес-отеля «Сарыкум» (пгт Тюбе Кумторкалинского района Дагестана).
С 2014 по октябрь 2018 года был председателем Совета директоров акционерного общества «Международный аэропорт „Махачкала“». Под его руководством был завершён первый этап реконструкции аэропорта «Уйташ».

### Политическая карьера
После избрания 16 октября 2018 года Главой городского округа «город Дербент», Хизри Абакаров сложил с себя полномочия председателя Совета директоров аэропорта Махачкалы и помощника сенатора Сулеймана Керимова. За избрание Абакарова в качестве главы города единогласно проголосовали все 35 депутатов городского собрания депутатов. На заседании присутствовал сам Сулейман Керимов, который, по словам Абакарова, и предложил выдвинуть свою кандидатуру на выборах главы Дербента. При этом Абакаров заявил, что за короткий период планируется увеличить городской бюджет в пять раз. По мнению ряда аналитиков, избрание Абакарова — результат договорённости между Керимовым и Главой Республики Дагестан Владимиром Васильевым — Керимову для привлечения инвестиций в Дербент необходим был проверенный человек на посту Главы города, который смог бы предотвратить хищение средств.
Через несколько дней после избрания Абакаров поручил администрации определить нуждающиеся семьи в Дербенте, чтобы распределить между ними полную сумму своей зарплаты в качестве Главы города (75 тыс. рублей). Этот список должен обновляться ежемесячно.
10 ноября 2020 года, Абакаров подписал постановление о досрочном прекращении полномочий главы городского округа «город Дербент», в этот же день указом врио Главы Республики Дагестан назначен на должность Государственного секретаря Республики Дагестан.
19 сентября 2021 года избран депутатом Государственной Думы Федерального собрания Российской Федерации VIII созыва от партии «Единая Россия».

## Санкции
Из-за поддержки российской агрессии и нарушения территориальной целостности Украины во время российско-украинской войны находится под персональными международными санкциями разных стран.
23 февраля 2022 года внесён в санкционные списки стран Евросоюза за действия и политику, которые подрывают территориальную целостность, суверенитет и независимость Украины и еще больше дестабилизируют Украину.
24 февраля 2022 года включён в санкционный список Канады «близких соратников режима» за голосование о признании независимости «так называемых республик в Донецке и Луганске».
24 марта 2022 года, на фоне вторжения России на Украину, включён в санкционный список США за «соучастие в войне Путина» и «поддержку усилий Кремля по вторжению в Украину», Госдеп США заявил что депутаты Госдумы используют свои полномочия для преследования инакомыслящих и политических оппонентов, нарушают свободу информации, ограничивают права человека и основные свободы граждан России.
По аналогичным основаниям, с 11 марта 2022 года находится под санкциями Великобритании. С 25 февраля 2022 года находится под санкциями Швейцарии. С 26 февраля 2022 года находится под санкциями Австралии. С 12 апреля 2022 года находится под санкциями Японии. Указом президента Украины Владимира Зеленского от 7 сентября 2022 находится под санкциями Украины. С 3 мая 2022 года находится под санкциями Новой Зеландии.

## Награды
- Орден Александра Невского (2023) — за активную законотворческую деятельность и многолетнюю добросовестную работу[25]
- Орден Дружбы (18 мая 2021) — за достигнутые трудовые успехи и многолетнюю добросовестную работу[26][27]
- Орден «За заслуги перед Республикой Дагестан»